# Žeđ (1969.)
Žeđ je hrvatski dramski televizijski film koji je režirao Joakim Marušić, dok je scenarist bio Krešo Novosel. Adaptiran je prema pripovjetki "Žeđ" Ive Andrića, film je bio druga njegova adaptacija za televiziju.
Premijerno je prikazan 27. siječnja 1969. na Televiziji Zagreb.

## Radnja
U vrijeme kada je austrougarska vojska okupirala Bosnu i Hercegovinu, oko 1878. godine otvorena je austrougarska žandarmerijska stanica u Sokolcu, a njen komandir doveo je sa sobom svoju mladu i lijepu ženu koja se nije mogla uklopiti u surovi život tog kraja. U to vrijeme, hajdukovanje je bilo u punom jeku, jer su ljudi, nemoćni da se odupru vlastima zavojevača, tražili slobodu na taj način.

## Glumačka postava
- Iva Marjanović kao komandirova žena
- Vanja Drach kao komandir
- Uglješa Kojadinović kao hajduk
- Slobodan Aligrudić kao Seiz
- Vjenceslav Kapural kao Živan
- Kruno Valentić
- Damir Mejovšek
- Saša Binder
- Ivo Paić
- Tomica Knežević
- Miroslav Stojanović
- Edo Peročević

## Vanjske poveznice
- Žeđ u internetskoj bazi filmova IMDb-a